# Сокур Петро Іванович
Петро Іванович Сокур (1921, село Сідава, тепер Жмеринського району Вінницької області — ?) — український радянський діяч, голова колгоспу імені Кірова (імені Василя Стефаника) села Ясенів Заболотцівського (потім — Бродівського) району Львівської області. Герой Соціалістичної Праці (8.04.1971). Депутат Львівської обласної ради народних депутатів 8—10-го скликань (у 1961—1967 роках).

## Біографія
Народився в селянській родині.
З травня 1941 року — в Радянській армії, учасник німецько-радянської війни. Служив гарматним майстром 1-го танкового батальйону 4-ї гвардійської танкової бригади.
Член ВКП(б) з 1944 року.
З 1950-х років — голова колгоспу імені Кірова (потім — імені Василя Стефаника) села Ясенів Заболотцівського (потім — Олеського, тепер — Бродівського) району Львівської області.
Указом Президії Верховної Ради СРСР від 8 квітня 1971 року за видатні успіхи, досягнуті в розвитку сільськогосподарського виробництва та виконанні п'ятирічного плану продажу державі продуктів землеробства і тваринництва, Петру Івановичу Сокуру присвоєно звання Героя Соціалістичної Праці з врученням ордена Леніна і золотої медалі «Серп і Молот».
Потім — на пенсії.

## Звання
- гвардії старшина технічної служби

## Нагороди
- Герой Соціалістичної Праці (8.04.1971)
- три ордени Леніна (26.02.1958, 31.12.1965, 8.04.1971)
- орден Червоної Зірки (14.08.1944)
- медаль «За відвагу» (24.04.1944)
- медалі
- Грамота Президії Верховної Ради Української РСР (6.11.1964)